# LCT(R)
Landing Craft Tank (Rocket) або LCT(R) — модифікація танко-десантних суден британського виробництва (LCT Mk.2 і Mk.3), модернізованих для ведення артилерійського вогню з 1 066 установок реактивних систем залпового вогню RP-3.

## Історія
Танко-десантні судна (реактивні системи) стали результатом роботи полковника Ленглі з Об'єднаного оперативного штабу, який запропонував ідею перетворення звичайного десантного судна на потужний засіб артилерійської підтримки морського десанту. Після проведених розрахунків британські військові переробили LCT шляхом встановлення на нього декількох сотень ракетних установок RP-3. Реактивна система залпового вогню приводилася в дію електричним шляхом і могла здійснювати залп по 40 ракет або усіма 1 066 ракетами одночасно. За оцінками морських експертів вогнева міць такого плавучого ракетного засобу була еквівалента 80 легких крейсерам або 200 есмінцям.
Зазвичай судно ставало на якір поблизу зони висадки морського десанту та за допомогою систем управління, наведення та керування вогнем готувалося до ведення вогню. Перед залпом екіпаж, за винятком артилерійського офіцера в спеціальному оснащенні та засобах захисту, спускався вглиб судна.